# 17794 Ковалінскі
17794 Ковалінскі (17794 Kowalinski) — астероїд головного поясу, відкритий 20 березня 1998 року.
Тіссеранів параметр щодо Юпітера — 3,306.